# لیموته بایکوساکایته
لیموته بایکوساکایته (انگلیسی: Laimutė Baikauskaitė؛ زادهٔ ۱۰ ژوئن ۱۹۵۶) ورزشکار دو و میدانی اهل لیتوانی است.